# سیارک ۱۵۴۲۰
سیارک ۱۵۴۲۰ (به انگلیسی: 15420 Aedouglass، نامگذاری:1998HQ31) پانزده هزار و چهارصد و بیستمین سیارک کشف شده‌است که در ۲۸ آوریل ۱۹۹۸ کشف شد.
قدر مطلق سیارک برابر ۱۴.۱ است.